# Bengt Eklund (konstnär)
Bengt Ragnar Eklund, född 1 oktober 1916 i  Gävle Heliga Trefaldighets församling, Gävleborgs län, död 17 mars 1989 i Hille församling, Gävleborgs län, var en svensk konstnär.
Eklund studerade vid Edvin Ollers målarskola i Stockholm 1943 och vid Otte Skölds målarskola 1944 samt under studieresor till Frankrike och Italien. Separat ställde han ut i Gävle och medverkade sedan 1938 i Gävleborgsgruppens utställningar. Hans konst består av gatubilder, interiörer och landskap i olja, pastell eller gouache samt bokillustrationer och scendekor. Bland hans större offentliga arbeten märks en stor väggmålning i tempera i matsalen för Gävle hamnförvaltning.
Eklund är representerad vid Gävle museum och Hudiksvalls museum.